# Liste der Bodendenkmale in Lehrte
In der Liste der Bodendenkmale in Lehrte sind die Bodendenkmale der niedersächsischen Gemeinde Lehrte aufgeführt. Die Quelle ist der Denkmalatlas Niedersachsen. 

Lehrte in der Region Hannover

Der Stand der Liste ist der 19. Januar 2025.

## Allgemein
In den Spalten finden sich folgende Informationen des Bodendenkmales:
| Lage         | geographische Koordinaten                                                           |
| Bezeichnung  | Bezeichnung lt. Denkmalatlas                                                        |
| Beschreibung | Beschreibung lt. Denkmalatlas                                                       |
| ID           | Objekt-ID                                                                           |
| Bild         | Bild, ggf. zusätzlich mit Link zu weiteren Fotos im Medienarchiv Wikimedia Commons. |

## Ahlten
| Lage                        | Bezeichnung          | Beschreibung                                                                                                   | ID       | Bild |
| --------------------------- | -------------------- | --- | -------- | ---- |
| 52° 23′ 30″ N, 9° 55′ 4″ O  | Ahlten 1, Grabhügel  | | 28971406 | BW   |
| 52° 23′ 31″ N, 9° 55′ 2″ O  | Ahlten 2, Grabhügel  | | 28971500 | BW   |
| 52° 23′ 32″ N, 9° 55′ 2″ O  | Ahlten 3, Grabhügel  | | 28971402 | BW   |
| 52° 23′ 31″ N, 9° 55′ 4″ O  | Ahlten 4, Grabhügel  | | 28971404 | BW   |
| 52° 23′ 32″ N, 9° 55′ 6″ O  | Ahlten 5, Grabhügel  | | 28971503 | BW   |
| 52° 23′ 12″ N, 9° 56′ 29″ O | Ahlten 72, Grabhügel | Durchmesser ca. 20 m und Höhe ca. 1 m. Stark abgeflacht. Zentrale alte Eingrabung (Dm. ca. 2 m; T. ca. 0,2 m). | 28971501 | BW   |

### Ahlten 73
- ID:28971502
- Grabhügelfeld.

| Lage                        | Bezeichnung | Beschreibung                                                                                       | ID       | Bild |
| --------------------------- | ----------- | -------------------------------------------------------------------------------------------------- | -------- | ---- |
| 52° 23′ 19″ N, 9° 56′ 37″ O | Ahlten 73   | Durchmesser ca. 20 m und Höhe ca. 0,5 m. Kuppe stark abgeflacht.                                   | 28971505 | BW   |
| 52° 23′ 20″ N, 9° 56′ 39″ O | Ahlten 74   | Durchmesser ca. 16 m und Höhe ca. 0,7 m.                                                           | 28971507 | BW   |
| 52° 23′ 21″ N, 9° 56′ 39″ O | Ahlten 75   | Größe ca. 18 × 15 m und Höhe ca. 0,6 m. Leicht oval (N-S Orientierung).                            | 28971508 | BW   |
| 52° 23′ 18″ N, 9° 56′ 41″ O | Ahlten 76   | Durchmesser ca. 15 m und Höhe ca. 0,8 m. Am nördl. Hügelfuß Eingrabung: Dm. ca. 2 m; T. ca. 0,7 m. | 28971509 | BW   |
| 52° 23′ 18″ N, 9° 56′ 38″ O | Ahlten 77   | Durchmesser ca. 10 m und Höhe ca. 0,5 m.                                                           | 28971510 | BW   |

## Steinwedel
| Lage                       | Bezeichnung            | Beschreibung | ID       | Bild |
| -------------------------- | ---------------------- | --- | -------- | ---- |
| 52° 25′ 6″ N, 10° 0′ 32″ O | Steinwedel 12, Kapelle | Von der spätmittelalterlichen Marie-Magdalenen-Kapelle zeugt ein flacher, ovaler Schutthügel, Länge ca. 30 m und Breite ca. 20 m, Höhe ca. 0,4 m. Im Osten durch Planierung angeschnitten. Von den Herren von Escherde erbaut und 1519 während der Hildesheimer Stiftsfehde zerstört. | 28971511 | BW   |